# Benče
Benče (makedonska: Бенче) är en ort i Nordmakedonien. Den ligger i kommunen Makedonski Brod, i den västra delen av landet, 40 kilometer sydväst om huvudstaden Skopje. Benče ligger 1 083 meter över havet och antalet invånare är 122.